# Cinco de Mayo, Juan Rodríguez Clara
Cinco de Mayo är en ort i Mexiko.   Den ligger i kommunen Juan Rodríguez Clara och delstaten Veracruz, i den sydöstra delen av landet, 400 km öster om huvudstaden Mexico City. Cinco de Mayo ligger 193 meter över havet och antalet invånare är 141.
Terrängen runt Cinco de Mayo är huvudsakligen platt. Cinco de Mayo ligger uppe på en höjd. Runt Cinco de Mayo är det ganska glesbefolkat, med 27 invånare per kvadratkilometer. Närmaste större samhälle är Juan Rodríguez Clara, 18,2 km norr om Cinco de Mayo. Omgivningarna runt Cinco de Mayo är en mosaik av jordbruksmark och naturlig växtlighet.